# Non Chai
Non Chai (thailändisch โนนชัย) ist ein archäologischer Fundplatz in der Provinz Nakhon Ratchasima der Nordost-Region von Thailand, dem so genannten Isan. Er weist zahlreiche spät-vorgeschichtliche Funde auf.

## Lage und Grabungsgeschichte
Non Chai liegt im oberen Tal des Mae Nam Chi (Chi-Fluss) in der Provinz Nakhon Ratchasima, in Nordost-Thailand. Die Ausgrabungen fanden seit 1978 durch Pisit Charoenwongsa statt und legten eine tiefe Siedlungsschicht aus der Zeit zwischen 400 v. Chr. und 200 n. Chr. frei. Damit war bewiesen, dass Thailand bereits im 1. Jahrtausend v. Chr. besiedelt war. Leider waren die Spuren an der Stätte aufgrund der modernen Nutzung des Gebietes weitgehend zerstört, so dass keine häuslichen Strukturen mehr nachzuweisen sind. Selbst ein möglicher Schutz durch Wassergräben oder ähnliches ist heute nicht mehr nachzuweisen.. 

## Funde
Die Funde betreffen im Wesentlichen Gegenstände aus Eisen sowie aus Glasperlen. Auch Pressformen aus Ton für Amulette und Glocken wurden gefunden, die auf eine lokale Bronze-Industrie hinweisen. 
Da es mehrere solcher Fundstätten im oberen Chi-Tal mit jeweils eigene Stilrichtungen gibt, lässt sich auf das Aufkommen einer Art Stammesfürstentums schließen, das äußere Dorfgemeinschaften dominiert hat.